# Бобров, Семён Сергеевич
Семён Сергеевич Бобров (1763 или 1765, Ярославль — 1810, Санкт-Петербург) — русский поэт державинского направления. Родоначальник жанра русской описательной поэмы, первый на русском языке певец Крыма. Его усложнённая метафизическая образность (часто с мистико-религиозной подоплёкой) трактуется как своеобразный рецидив барокко на рубеже XVIII и XIX вв.

## Биография
Родился в 1763 или 1765 году в семье ярославского священника. В девятилетнем возрасте поступил в Московскую духовную семинарию. В 1780 году перешёл в гимназию при Московском университете, в 1782 — поступил в Московский университет, который окончил в 1785 году. Печататься Бобров начал с 1784 года. На страницах «Беседующего гражданина» полемизировал с «Почтой духов» И. Крылова. Вступив в «Дружеское учёное общество» Н. И. Новикова, ознакомился с идеями розенкрейцеров, но отверг их.
После окончания университета переехал в Петербург. В 1787 году определился в «канцелярию Сената к герольдмейстерским делам». Работал переводчиком в государственной Адмиралтейств-коллегии и состоял в Комиссии о составлении законов. С 1792 года до конца века служил в Черноморском адмиралтейском управлении у адмирала Н. С. Мордвинова, с которым объехал всё черноморское побережье России. До сих пор неясно, было ли пребывание на юге ссылкой (на фоне разгона властями новиковского кружка).
Ко времени службы во флотском ведомстве относятся его стихотворения на военно-морские темы («К кораблю стотридцатипушечному», «Величайший во флоте линейный корабль на воде», «Россы в буре» и т. д.). Один из переводчиков «Всеобщей истории о мореходстве», Бобров замыслил составить первую историю русского мореплавания и начал с древнейших времён. Первые главы этого труда изданы Адмиралтейством в 1812 году (посмертно) под заголовком «Древний российский плаватель».
В 1800-х годах Бобров печатался в изданиях, близких к Вольному обществу любителей словесности, наук и художеств («Северный вестник», «Лицей», «Цветник»), а в 1807 году был официально принят в число сотрудников общества. В 1804 г. собрал все свои стихотворения в 4-х томах под общим заголовком «Рассвет полнощи». В 1805 году участвовал в спорах о языке на стороне архаистов («Происшествие в царстве теней, или Судьбина российского языка»), что предопределило негативное отношение к нему в стане карамзинистов, где он был прозван Бибрисом (от лат. bibere — пить).
Служил с 1804 года в Комиссии по составлению законов. В конце жизни много пил, жил в бедности. Погрузился в раздумья о смерти и загробном существовании, став для современников «певцом ночей». Смысл истории он видел в глобальных катастрофах (чем предварял Тютчева). Огромная (в 17500 строк) мистико-аллегорическая поэма «Древняя ночь вселенной, или Странствующий слепец» (1809), снабжённая 200-страничными примечаниями, закрепила за ним репутацию «малопонятного тяжелодума». Скончался в чине надворного советника в Петербурге от чахотки; погребён на Волковом кладбище. По словам университетского товарища,
Такая осиплость в горле появилась, что сострадательно было на него смотреть, если он хотел что с чувством выразить. В таком положении г. Бобров был месяца четыре или более, а недели две перед кончиною слег в постель и открылось у него гортанью кровотечение... на 22 марта около трех часов ночи после спокойного сна пустилась вдруг кровь как бы из всех сосудов разом, и тут смерть восторжествовала, сразив больного на руках супруги.
Источники указывают, что он был погребён на Волковском кладбище, однако в «Петербургском некрополе» информация о нём отсутствует.

## Поэзия
Поэтическое дарование Боброва отмечали многие современники, особенно консервативной направленности (архаисты). В частности, Державин «был в восторге» от его творчества, Крылов в 1822 году писал о «своевольном и необузданном... гении Боброва», Кюхельбекер говорил о «величии» его таланта, а Грибоедов оттачивал своё художественное мастерство, читая и перечитывая бобровскую «Тавриду». По оценке Д. Мирского, «поэзия Боброва замечательна богатством языка и блистательной образностью, полётом воображения и истинной высотой замысла».
Наибольший успех имела посвящённая Мордвинову описательная поэма «Таврида» (1798) — пространное исчисление природных и исторических особенностей Крыма. Многие пассажи описательной поэмы (первой на русском языке) восходят напрямую к «Временам года» Томсона. Радищев принял «Тавриду» за образец для своей поэмы «Бова». К изданию 1804 г. Бобров основательно пересмотрел и переписал поэму, доведя объём до 2000 строк и дав ей новый заголовок «Херсонида».
Колоссальная по объёму религиозно-философская эпопея «Древняя ночь вселенной», рассматривающая развитие духа человечества до пришествия в мир Христа, — единственный в России опыт жанра, разработанного Мильтоном («Потерянный рай») и Клопштоком («Мессиада»). Кроме больших поэм, Бобров писал и переводил оды, морально-дидактические сочинения; английской литературой он заинтересовался один из первых в России. Он был мистик, но мистицизм его был светлый и гуманный; мистическое чувство питалось в нём, в том числе, литературой, развившей в нём любовь к символизации, в которой он нередко доходил до преувеличений и крайностей.
Бобров смело создавал неологизмы, объясняя: «Обыкновенные и ветхие имена, кажется, не придали бы слову той силы и крепости, каковую свежие, смелые и как бы с патриотическим старанием изобретенные имена». Из множества изобретённых им слов лишь немногие вошли в обиходную и литературную речь; особенно охотно пользовался он славянизмами, что привлекло к нему симпатии А. С. Шишкова и обрекло его на насмешки карамзинистов.
Согласно М. Альтшуллеру, задолго до Бенедиктова, Бальмонта и символистов конца XIX века Бобров ощущал тоску по «неслыханным звукам» на «неведомом языке» и первый заговорил о красоте белого стиха. Он утверждал, что «рифма никогда еще не должна составлять существенной музыки в стихах», и что она, «часто служа будто некоторым отводом прекраснейших чувствований и изящнейших мыслей, почти всегда убивает душу сочинения», если автор делает ей лишние уступки.

## Наследие
В XX веке большинству читателей Бобров был известен только эпиграмматическими отзывами о нём П. А. Вяземского, К. Н. Батюшкова и А. С. Пушкина (называвшего его «тяжёлым Бибрусом», хотя и «желавшего у него что-нибудь украсть» для «Бахчисарайского фонтана»). К исследованию творчества Боброва как «самого значительного из архаиков» первыми обратились С. Н. Браиловский, Л. В. Пумпянский, И. Н. Розанов. В 1975 г. Б. А. Успенский опубликовал ранее неизвестное его произведение «Происшествие в царстве теней, или Судьбина российского языка». С этого времени началось возвращение из забвения этого гениального, по оценке Ю. М. Лотмана, поэта.

## Основные публикации
- Таврида, или Мой летний день в Таврическом Херсонесе. Поэма в стихах. — Николаев, 1798.
- Рассвет полночи, или Созерцание славы, торжества и мудрости порфироносных, браноносных и мирных гениев России с исследованием дидактических, эротических и других разного рода в стихах и прозе опытов Семена Боброва, чч. 1-4. — СПб., 1804 (ч. 4 — «Херсонида»).
- Россы в буре, или Грозная ночь на японских водах. — СПб., 1807.
- Древняя ночь вселенной, или Странствующий слепец. Поэма в стихах, чч. 1-2. — СПб., 1807-1809.
- Древний российский плаватель, или Опыт краткого дееписания, с присовокуплением инде критических замечаний на некоторые чужестранные повести о прежних морских походах россиян / Сочиненное, на основании разных исторических свидетельств, надворным советником Семёном Бобровым. — СПб.: в Морской тип., 1812.
- Поэты начала XIX века. — М., 1961.
- Поэты 1790—1810-х годов / Вступит. ст. и сост. Ю. М. Лотмана. — Л., 1971 (Библиотека поэта. Большая серия, 2-е изд.).
- Рассвет полночи. Херсонида, в 2-х тт. — М.: Наука, 2008. — 651+624 с. — ISBN 978-5-02-035591-0; ISBN 978-5-02-035666-5 (т. 1); ISBN 978-5-02-035667-2 (т. 2). (Серия «Литературные памятники»).
- Семен Бобров. Древняя ночь вселенной, или Странствующий слепец. М.: БСГ-Пресс, 2023